# 尾山神社
尾山神社是位於日本石川縣金澤市的神社，創建於明治6年（1873年），供奉加賀藩歷代藩主。被指定為重要文化財，是金澤市內著名景點之一。

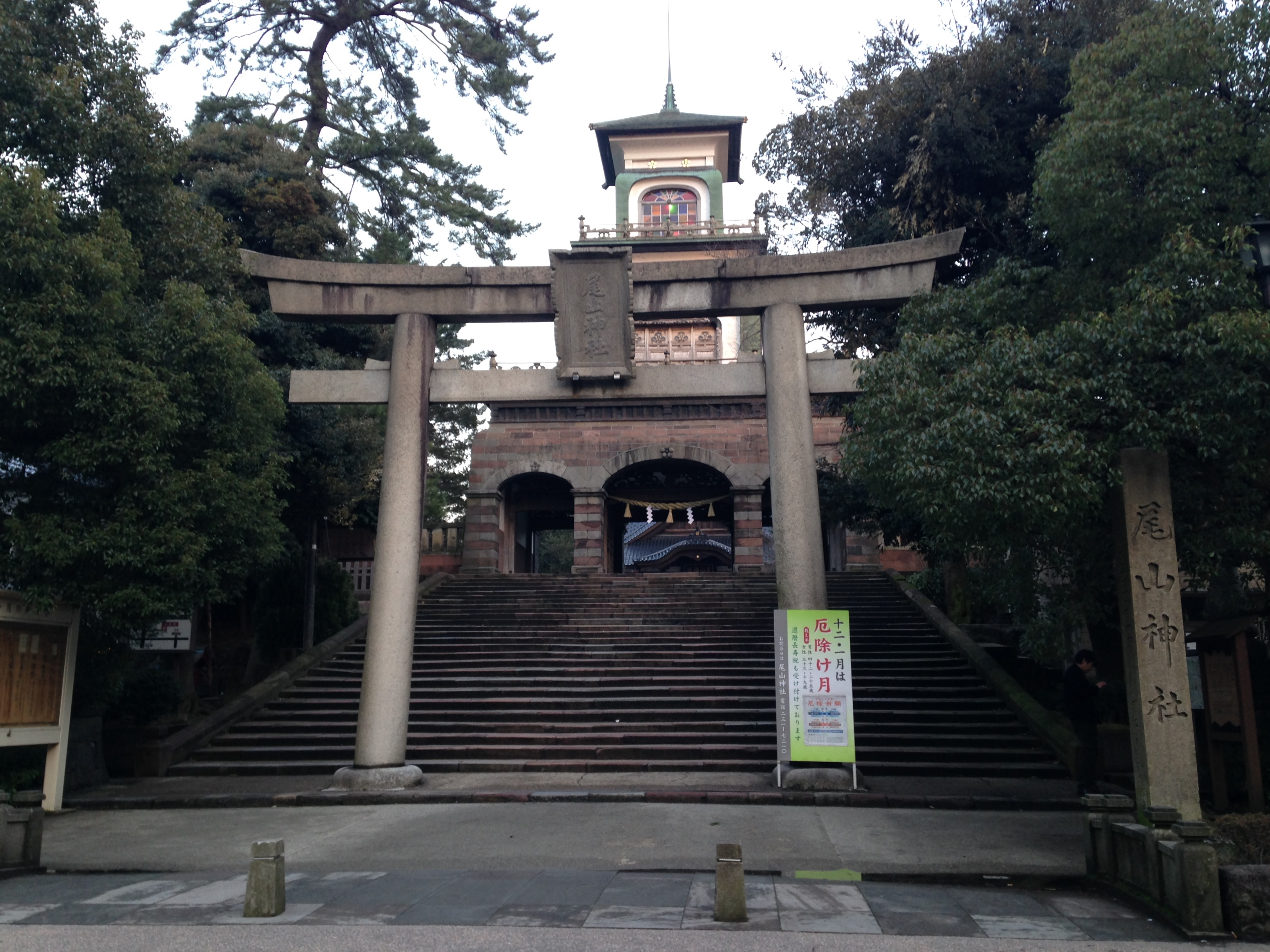
鳥居和神門

## 祭神
- 主祭神 - 前田利家
- 相殿 - 前田利長，前田利常[1]
- 御利益‐商业繁盛、必胜、文武双全、夫妻和谐、儿女平安、消除灾难。

1. ↑  金沢市史資料編13寺社 金沢市 P606